# Ohangwena
Ohangwena je jedna od trinaest regija u Namibiji. Središte regije je grad Eenhana.

## Zemljopis
Regija Ohangwena na sjeveru graniči s angolskom provincijom Cunene, te s namibijskim regijama:
1. Okavango - istok
2. Oshikoto - jug
3. Oshama - jugozapad
4. Omusati - zapad

## Stanovništvo
Prema popisu stanovništva iz 2001. godine regija je imala 245.100 stanovnika, dok je prosječna gustoća naseljenosti 23 stan./km2.

## Politika
Ohangwena je podijeljena u 10 izbornih jedinica:
1. Ongenga
2. Engela
3. Oshikango
4. Ondobe
5. Eenhana
6. Omudaungilo
7. Okongo
8. Ohangwena
9. Endola
10. Epembe